# Президентські армії

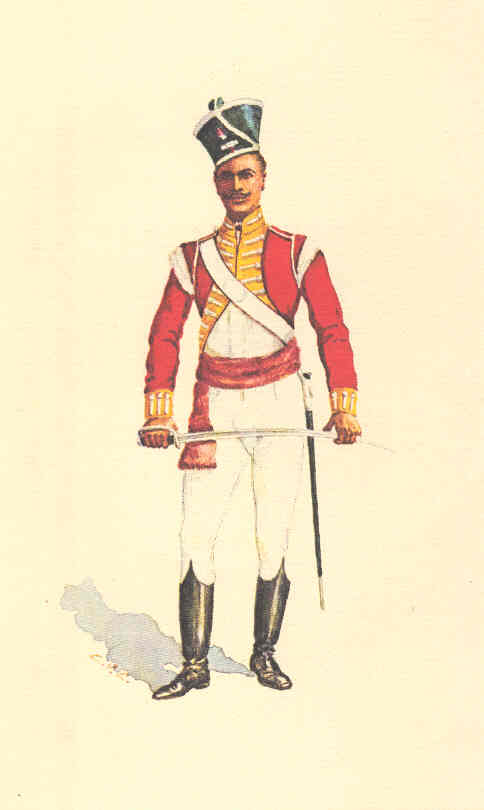
Субедар 21-го бенгальського туземного піхотного полку (1819)

Президентські армії — армії трьох президентств під управлінням Ост-Індської компанії в Індії, пізніше військ Британської корони в Індії, які складалися переважно з індійських сипаїв. Президентські армії були названі на честь президентів: Бенгальська армія, Мадраська армія та Бомбейська армія. Спочатку офіцерами або унтер-офіцерами служили лише європейці. Згодом підрозділи індійської армії були розміщені гарнізонами від Пешавару на півночі до Сінда на заході та до Рангуна на сході. Армія брала участь у війнах за розширення британського контролю в Індії (Майсурська, Маратська та Сикхська війни) і за її межами (Бірманська, Афганська, Перша та Друга опіумні війни та Експедиція до Абіссінії).
Президентські армії, як і самі президенти, належали Компанії аж до індійського повстання 1857 року, коли Корона перебрала у власність Компанію та її три армії. У 1895 році три президентські армії були об'єднані в об'єднану індійську армію.

## Походження
Походження британської індійської армії, а згодом і армії незалежної Індії, лежить у витоках президентських армій, які їм передували. Перші суто індійські війська, які використовувалися британцями, були сторожами, які працювали в кожному з президентств Британської Ост-Індської компанії для захисту їхніх торгових станцій. Усі вони були передані в 1748 році одному головнокомандувачу, генерал-майору Стрінгеру Лоуренсу, якого вважають «батьком індійської армії».
З середини XVIII століття Ост-Індська компанія почала утримувати армії на кожній із своїх трьох головних станцій, або e президентствах Британської Індії, у Калькутті (Бенгалія), Мадрасі та Бомбеї. Бенгальська, Мадраська та Бомбейська армії були досить різними, кожна мала власні полки та кадри європейських офіцерів. Усі три армії містили європейські полки, в яких і офіцери, і солдати були європейцями, а також більшу кількість «тубільних» полків, у яких офіцери були європейцями, а інші чини були індійцями. Вони включали артилерійські, кавалерійські та піхотні полки, тому історичні джерела посилаються на бенгальську/мадраську/бомбейську артилерію/кінноту/піхоту (останню часто називають «тубільною піхотою» або «NI»). З середини XVIII століття Корона почала відправляти до Індії полки регулярної британської армії для посилення армій Компанії. Ці війська часто називають «полками Її Величності» або «королівськими полками».
До 1824 року чисельність об'єднаних Бенгальської, Мадраської та Бомбейської армій сягала близько 200 000 осіб і мала щонайменше 170 сипайських і 16 європейських полків. У 1844 р. загальна середня чисельність трьох армій становила 235 446 місцевих і 14 584 європейських.

## Полкова організація
У 1757 році Роберт Клайв виступив з ідеєю створення батальйонів сипаїв для президентства Бенгалії. Це були б індійські солдати, озброєні, одягнені та навчені так само, як і «червоні мундири» (британські солдати), і під командуванням ядра британських офіцерів. Президентство Мадрасу наслідувало цей приклад, створивши у 1759 році шість батальйонів, а потім у 1767 році так вчинило президентство Бомбею. Вербування в усіх випадках проводилося на місцях, кожен з батальйонів складався з окремих каст, а також із певних громад, сіл і сімей. У 1784 році були створені регулярні кавалерійські полки, з яких лише три пережили індійське повстання 1857 року. Нерегулярна кіннота була створена за «системою силадарів», яку використовували правителі індійських країн. Нерегулярні кавалерійські полки мали дуже мало британських офіцерів. Крім того, були також підняті місцева артилерія та піонери (пізніше їх називали саперами та мінерами).

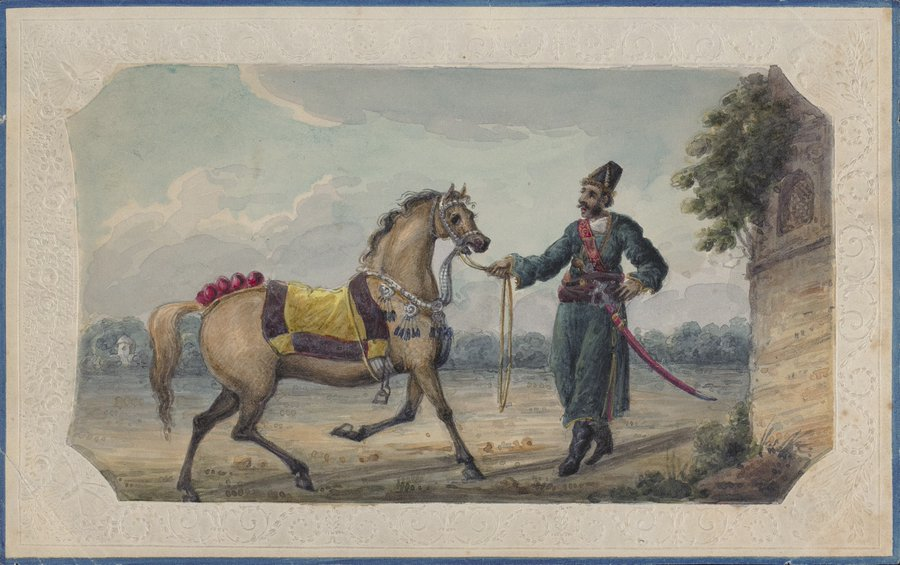
Офіцер іррегулярної кавалерії полковника Гардінера, що складається з мусульман Індостану

Між 1796 і 1804 роками була введена полкова система на основі двох батальйонів. Батальйони були тільки теоретично пов'язані разом і не мали спільного духу корпусу. Кількість британських офіцерів зросла до 22 на батальйон, що зменшило значення місцевих офіцерів. Контроль з боку полкових командирів був надмірним і дратував батальйони, і систему було повернуто в 1824 році. Після цього частини були сформовані в окремі батальйонні полки, які були пронумеровані за старшинством у званні.

## Після 1857р
Після індійського повстання 1857 року та наступного захоплення влади британським урядом від Ост-Індської компанії, її європейські полки були об'єднані в 1860 році з британською армією, але її «тубільні» полки — ні. Тому три окремі президентські армії продовжували існувати, а їхні європейські офіцери продовжували значитися як члени Бенгальської, Мадрасської чи Бомбейської армій, а не Британської армії. Проте президентські армії почали називати спільно Індійською армією. Після повстання набір «тубільних» полків перейшов на систему бойових перегонів. Ще одна зміна в результаті Індійського повстання 1857 року полягала в тому, що відтепер артилерія була обмежена британською армією.
У 1895 році окремі президентські армії були нарешті скасовані, і виникла повністю об'єднана індійська армія. Як і раніше, його британські офіцери не були членами британської армії, хоча, будучи молодими підлеглими, вони справді служили протягом року в полку британської армії в рамках свого навчання, перш ніж прийняти постійні комісії в своєму полку індійської армії.

## Оперативна історія президентських армій

### Майсурські війни
- Перша англо-майсурська війна (1766–69)
- Друга англо-майсурська війна (1780–84)
- Третя англо-майсурська війна (1789–92)
- Четверта англо-майсурська війна (1799)

### Маратхські війни
- Перша англо-маратхська війна (1775–82)
- Друга англо-маратхська війна (1803–05)
- Третя англо-маратхська війна (1817—1818)

### Бірманські війни
- Перша англо-бірманська війна (1823–26)
- Друга англо-бірманська війна (1852–53)
- Третя англо-бірманська війна (1885–86)

### Афганські війни
- Перша англо-афганська війна (1839–42)
- Друга англо-афганська війна (1878–81)

### Опіумні війни
- Перша опіумна війна (1839–43)
- Друга опіумна війна (1856–60)

### Сикхські війни
- Перша англо-сикхська війна (1845–46)
- Друга англо-сикхська війна (1848–49)

### Абіссінія
- Експедиція в Абіссінію (1867–68)

## Список президентств і армій
- Бенгальське президентство, Бенгальська армія
- Бомбейське президентство, Бомбейська армія
- Мадраське президентство, армія Мадраса

## Подальше читання
- Barua, Pradeep. «Military developments in India, 1750—1850,» Journal of Military History, (Oct 1994) 58#4 pp 599—616 in JSTOR
- Bryant, G. J. "Asymmetric Warfare: The British Experience in Eighteenth-Century India, " Journal of Military History (2004) 68#2 pp. 431–469 in JSTOR
- Gilbert, Arthur N. «Recruitment and Reform in the East India Company Army, 1760—1800,» Journal of British Studies (1975) 15#1 pp. 89-111 in JSTOR
- Heathcote, T. A. The Military in British India: The Development of British Land Forces in South Asia, 1600—1947 (Manchester University Press, 1995)
- Lawford, James P. Britain's Army in India: From its Origins to the Conquest of Bengal (London: George Allen & Unwin, 1978)
- Menezes, S. L. Fidelity & Honour: The Indian Army from the Seventeenth to the Twenty-First Century (New Delhi: Viking, 1993)
- Longer, V. Red Coats to Olive Green: A History of the Indian Army, 1600—1947 (Bombay: Allied, 1974)
- Roy, Kaushik. «The hybrid military establishment of the East India Company in South Asia: 1750—1849,» Journal of Global History, (July 2011) 6#2 00 195—218
- Roy, Kaushik. «Military Synthesis in South Asia: Armies, Warfare, and Indian Society, c. 1740—1849,» Journal of Military History, (2005) 69#3 pp 651—690, online
- Roy, Kaushik. From Hydaspes to Kargil: A History of Warfare in India from 326 BC to AD 1999 (2004)